# 서클 콘택트 렌즈

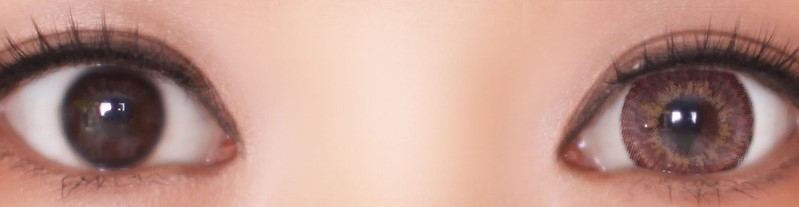
서클렌즈를 끼지 않은 눈(왼쪽)과 서클렌즈를 낀 눈(오른쪽)

서클렌즈(circle lens)는 렌즈 테두리 부분에 색깔을 넣어 눈동자가 크게 보이도록 만든 렌즈이다. 렌즈에 인쇄된 크기만큼 홍채가 커보이게 되어 외모가 크게 개선된다. 추가로 도수를 넣는 것도 가능하다.
색상은 국내에선 갈색, 회색 계열이 가장 메이저하나, 이외에도 파란색, 보라색, 초록색, 금색, 분홍색 등이 있다. 여기에서 또 투톤, 쓰리톤 등의 하위분류가 나뉘며 요즘은 거의 무지개색에 가까운 알록달록한 다색 렌즈도 나오는 모양이다.[1]

## 같이 보기
- 신체 개조

## 참고 문헌
- 〈서클 렌즈〉. 《엔싸이버 백과사전》.